# Ernst Hermann Seyffardt
Ernst Hermann Seyffardt, född den 6 maj 1859 i Krefeld. död den 30 november 1942 i Garmisch-Partenkirchen, var en tysk musiker.
Seyffardt var elev av Ferdinand Hiller och Friedrich Kiel. Han blev 1892 körföreningsledare i Stuttgart och 1897 konservatorieprofessor där. Han gick i pension 1929.
Seyffardt gjorde sig känd särskilt genom större körverk i bred folklig stil och med patriotiskt innehåll: Thusnelda, Aus Deutschlands grosser Zeit med flera. Han skrev också en symfoni, en opera, kammarmusik och sånger.